# I Bet on Sky
| Recensione | Giudizio |
| ---------- | -------- |
| AllMusic   | [ 1 ]    |

I Bet on Sky è il decimo album del gruppo statunitense Dinosaur Jr., pubblicato il 18 settembre 2012 dalla Jagjaguwar.

## Tracce
1. Don't Pretend You Didn't Know – 5:31 (J Mascis)
2. Watch the Corners – 5:00 (J Mascis)
3. Almost Fare – 4:52 (J Mascis)
4. Stick a Toe In – 5:22 (J Mascis)
5. Rude – 2:50 (Lou Barlow)
6. I Know It Oh So Well – 4:42 (J Mascis)
7. Pierce the Morning Rain – 2:45 (J Mascis)
8. What Was That – 5:27 (J Mascis)
9. Recognition – 3:51 (Lou Barlow)
10. See It on Your Side – 6:39 (J Mascis)

## Formazione
- J Mascis - chitarra, voce
- Lou Barlow - basso, voce
- Murph - batteria